# Jenny Blicher-Clausen
Jenny Blicher-Clausen, född 29 juli 1865, död 4 februari 1907, var en dansk författare. Hon var dotter till prästen Blicher i Nørre-Broby på Fyn och från 1892 gift med prästen H.N. Clausen i Storeheddinge.
Blicher-Clausen debuterade som 20-åring med diktsamlingen Digte under pseudonymen John Bentsen. Hon fick en stor försäljningssuccé med romanen Farbror Frans som utgavs 1902. Flera av hennes böcker finns utgivna på svenska.